# Liste der Äbte von Osek
Diese Liste nennt die Äbte des Klosters Ossegg (Osek):
- 1193–1205 Ruthard
- 1205–1209 Hermann
- 1209–1221 Arnold
- 1221–1234 Theodorich I.
- 1234–1240 Slauko von Hrabischitz (Slavko III.)
- 1240–1253 Wignand
- 1253–1260 Werner
- 1260–1265 Sibrecht
- 1265 Konrad I.
- 1265–1268 Giselbert
- 1268–1276 Johann I.
- 1276–1286 Theodorich II.
- 1286–1288 Konrad II. von Erfurt
- 1288–1299 Heinrich
- 1299–1319 Gerwicus
- 1319–1322 Johann II. Griebel
- 1322–1332 Ludwig
- 1332–1349 Konrad III.
- 1349–1361 Franz I.
- 1361–1364/1368 Johann III.
- 1368–1389 Nikolaus I.
- 1390–1416 Johann IV.
- 1417–1434 Nikolaus II.
- 1434–1442 Franz II.
- 1443–1491 Johann V.
- 1492–1517 Michael
- 1517–1525 Anton
- 1525–1528 Martin
- 1528–1536 Nikolaus III.
- 1536/1538–1548 Bartholomäus
- 1548–1564 Jakob
- 1564–1579 Balthasar
- 1580 bis 1626 ist Ossegg im Besitz des Erzbistums Prag
- 1626 bis 1650 wird Ossegg vom Generalvikar der böhmischen Klöster verwaltet
- 1650–1691 Laurentius Scipio
- 1691–1726 Benedikt Litwerig
- 1726–1747 Hieronymus Besnecker
- 1747–1776 Cajetanus Březina von Birkenfeld
- 1776–1798 Mauritius Elbel
- 1798–1823 Benedikt Venusi
- 1823–1834 Chrysostomus Astmann
- 1835–1842 Salesius Krügner
- 1843–1853 Klement Antonín Zahrádka
- 1853–1875 Athanasius Bernhard
- 1875–1876 Salesius Mayer
- 1877–1886 Ignatius Krahl
- 1886–1911 Meinrad Siegl
- 1912–1943 Theobald Scharnagl
- 1943–1949 Eberhard Harzer
- 1946 bis 1950 steht Ossegg unter der Verwaltung der Salesianer Don Boscos
- 1950 bis 1991 war Ossegg säkularisiert
- 1991–2010 Bernhard Thebes